# Dorfkirche Teichröda

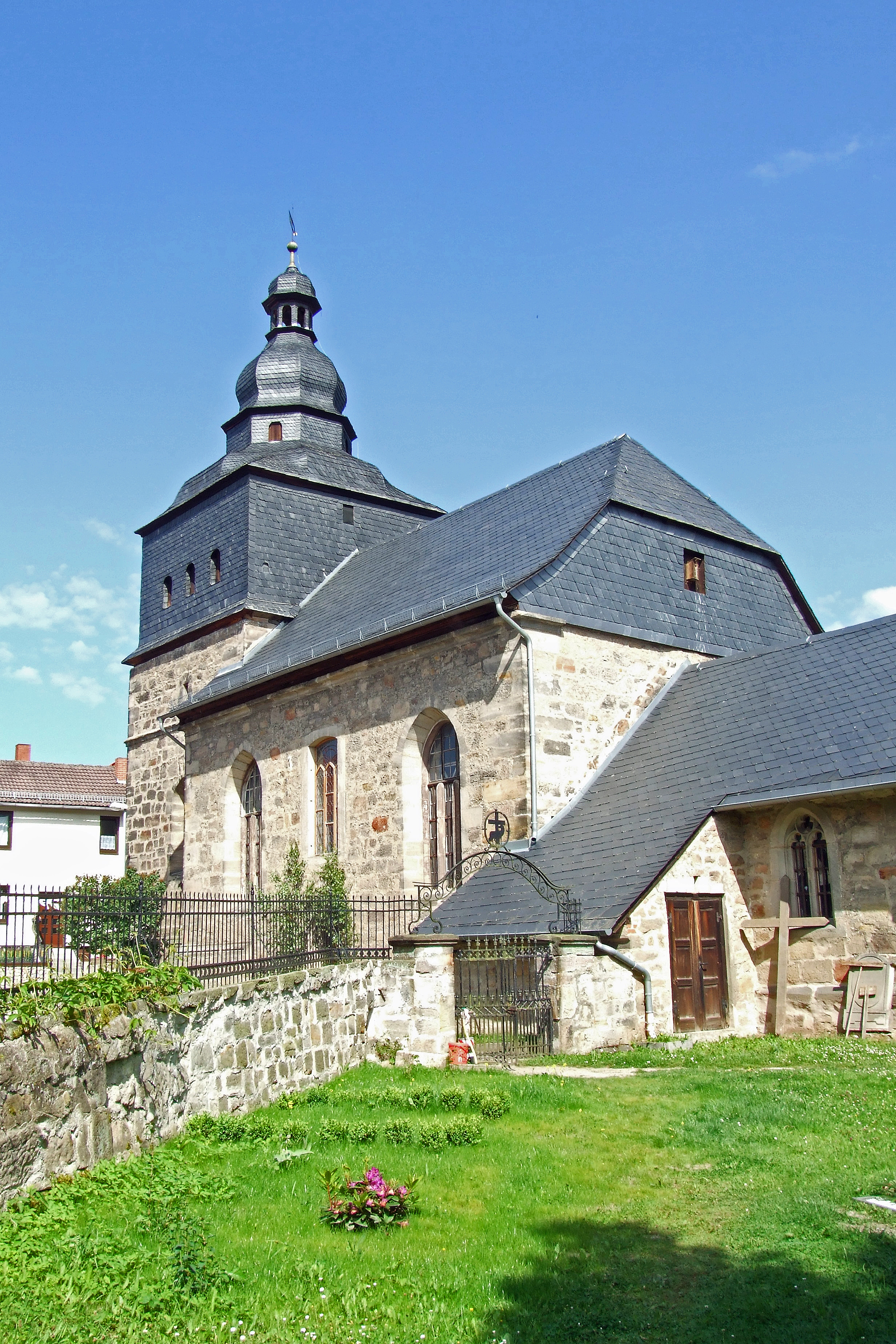
Dorfkirche Teichröda

Die denkmalgeschützte evangelisch-lutherische Dorfkirche Teichröda steht in Teichröda, einem Ortsteil der Stadt Rudolstadt im Landkreis Saalfeld-Rudolstadt von Thüringen. Die Kirchengemeinde Teichröda gehört zum Pfarrbereich Teichel im Kirchenkreis Rudolstadt-Saalfeld der Evangelischen Kirche in Mitteldeutschland.

## Beschreibung
Die Saalkirche wurde gemäß Inschrift an der Südfront des Kirchturmes im Westen 1505 begonnen. Sie wurde 1636, 1672, 1818 und 1849 verändert, wie am Portal im Süden vermerkt ist. Der über rechteckigem Grundriss errichtete Chor und der südlich daran grenzende Raum stammen noch vom Vorgängerbau. Der Kirchturm hat drei steinerne Geschosse, darauf befindet sich ein verschiefertes viereckiges Geschoss, das mit einer niedrige oktogonalen geschweiften Haube bedeckt ist, die von einer offenen Laterne bekrönt wird. Im zweiten Obergeschoss an der West-, Nord- und Südseite sind je drei Bogenfenster. Im Oktogon sind ebenfalls Bogenfenster ausgebildet. Das Kirchenschiff ist mit einem Krüppelwalmdach bedeckt. Das Erdgeschoss des Turms ist mit einem Kreuzgratgewölbe überspannt. Der Chor, der heute als Sakristei dient, öffnet sich zum Saal durch einen spitzbogigen Gurtbogen. Zur Kirchenausstattung gehört ein Kanzelaltar aus dem frühen 19. Jahrhundert. Der Innenraum von Saal und Chor sind von hölzernen Tonnengewölben überspannt. Das Kirchenschiff hat eingeschossige Emporen an der Süd- und Nordseite und zweigeschossige an der Westseite. In der Chornordwand steht ein rundbogiges Sakramentshaus. Das Taufbecken stammt aus dem späten 15. Jahrhundert. Die Orgel wurde um 1850 von Carl Sempert aus Rudolstadt erbaut.